# Обиди, Исмаил Элдинович
Исмаи́л Элди́нович Обиди́ (узб. Ismoil Eldinovich Obidiy / Исмоил Элдинович Обидий) — узбекский и советский просветитель, журналист, переводчик, джадидист.
Исмаил Обиди родился в 1880 году в уйгурском городе Кульджа Илийского края, в семье сотрудника посольства Российской империи, который был родом из Ферганской долины. После смерти своего отца в 1887 году, вместе с матерью переехал в Казань и поступил в Реальное училище. Начал увлекаться идеями джадидизма, познакомился с татарскими и башкирскими джадидистами. В Казани стал одним из лидеров молодёжи, которая имела революционные настроения. В 1900 году Исмаил был выслан в Пишпек из-за убеждений и «отрицательного влияния на татарскую молодёжь». Через год после ссылки, тайно уехал в Санкт-Петербург и поступил в учебное заведение скульпторов и архитекторов. В 1905 году был приговорён к трём годам ссылки из Санкт-Петербурга в Ташкент из-за участия в беспорядках в этом городе, по одним данным из-за так называемого Кровавого воскресенья, по другим, из-за беспорядков в ходе Первой русской революции.
После прибытия в Ташкент, к 1906 году вместе с некоторыми представителями узбекской, татарской и русской интеллигенции начал выпускать джадидистскую газету «Таракки» (переводится как Развитие), но вскоре газета была закрыта властями Российской империи из-за ряда критических статей. В Ташкенте стал известен как Исмаил Таракки — Исмаил Развитый. В 1912—1917 годах работал в различных должностях в Ташкенте, одновременно держал связь с джадидистами. Являлся убеждённым противником царизма, поддержал Октябрьскую революцию, примкнул к большевикам. В 1930-е годы стал одним из близких друзей известного писателя и поэта Абдуллы Кадыри, и перевёл на русский язык его произведение «Обид кетмон».
13 января 1938 года был арестован НКВД как «бывший член эсеровской партии и шпион японской разведки». 9 января 1940 года был приговорён к пятилетней ссылке в Сибирь. Умер в 1941 году в одном из лагерей ГУЛАГа в Красноярском крае РСФСР, в 61-летнем возрасте.